# Arca noae
Arca noae is een tweekleppigensoort uit de familie Arcidae. De wetenschappelijke naam werd gepubliceerd in 1758 door Carl Linnaeus in de tiende editie van Systema naturae.
Rechter en linker klep van hetzelfde exemplaar:

Rechter Klep
Linker Klep

var. abbreviata

Rechter Klep
Linker Klep